# Onega (miasto)
Onega (ros. Онега) – miasto w północnej Rosji, w obwodzie archangielskim, rejonie oneskim.
Port przy ujściu rzeki Onega do Zatoki Oneskiej (Morze Białe). Około 26 tys. mieszkańców (2006).
W mieście rozwinął się przemysł spożywczy oraz materiałów budowlanych.